# Nabih Berri

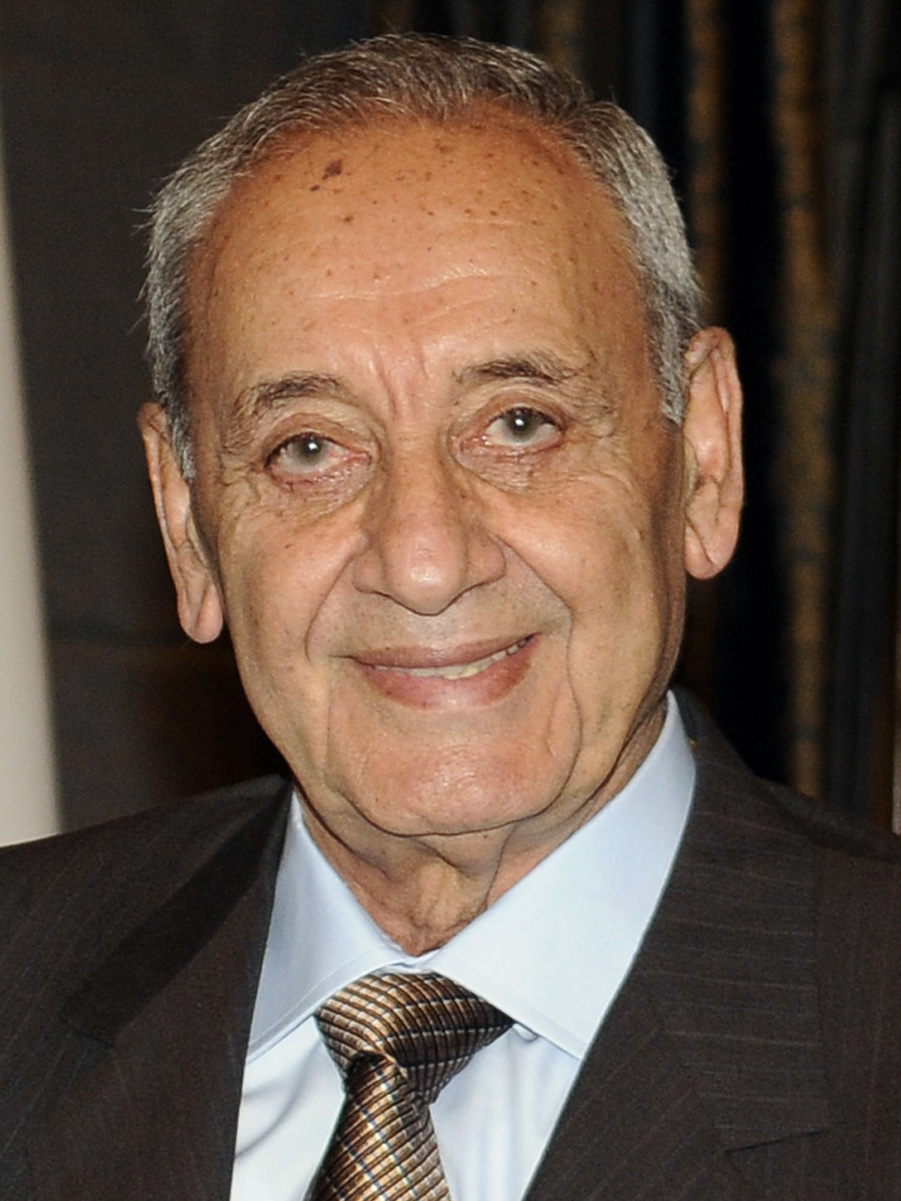
Nabih Berri

Nabih Mustapha Berri, ook wel Abu Mustapha genoemd, (Freetown - Sierra Leone, 28 januari 1938) is sinds 20 november 1992 de voorzitter van het Libanese parlement. Daarnaast is hij de leider van de Amal-beweging.
Berri’s vader was een succesvol zakenman die zoals zoveel Libanezen was geëmigreerd naar West-Afrika om daar zijn fortuin te zoeken. In de jaren 40 keerde de familie Berri terug naar Libanon.
Zijn lagereschoolopleiding genoot Berri in het plaatsje Tibnin in het zuiden van Libanon, waar zijn familie opgroeide. Vervolgens ging hij naar de École de la Sagesse, een Franstalige middelbare school in Beiroet.
Daarna verkreeg hij zijn bachelorgraad in rechten aan de Libanese Universiteit (1963) en werd de voorzitter van de studentenbeweging. Ook was hij lid van de Harakat al-Qawmiyyin al-Arab-organisatie, een nationaal-Arabische beweging.
Hij sloot zijn formele opleiding af met een masters titel aan de Faculte de Droit van de Sorbonne-universiteit in Parijs, waarna hij terugkeerde naar Beiroet.
De eerste jaren van zijn carrière werkte hij als advocaat in Libanon.
In het begin van de jaren zeventig was Berri vooral bekend als advocaat van Musa al-Sadrs Amal-beweging en werd hij politiek actief. Ondanks zijn ambities werd hij tegengewerkt door de invloedrijke voorzitter van het Libanese parlement, de sjiiet Kamel al-Asa'ad. Zowel in 1968 en 1972 werd hij tijdens de nationale verkiezingen niet geplaatst op de lijst van Asa’ad.
In 1976 richt hij samen met Musa al-Sadr de Amal-beweging op en emigreerde hij met zijn eerste vrouw naar de Verenigde Staten. Hij was tot 1978 werkzaam als advocaat voor General Motors.
Toen in 1978 de leider van de Amal-beweging, Musa al-Sadr, spoorloos verdween tijdens een bezoek aan Libië, keerde Berri terug naar Libanon. In 1980 nam hij het voorzitterschap van Amal over van Hussein al-Husseini en droeg zodoende bij aan het versterken van de positie van de sjiieten in Libanon. Hij wordt beschouwd als meer seculier en meer Libanees-nationalistisch (in tegenstelling tot het panarabisme) dan zijn voorganger.
Mede dankzij steun van buurland Syrië groeide de Amal-beweging uit tot een machtige militie die tijdens de Libanese burgeroorlog vele gevechten leverde met de PLO, de Druzen en met Hezbollah, de concurrent van Amal want ook sjiitisch. Hierbij verwierf Amal de reputatie van een meedogenloze militie die de vele onschuldige slachtoffers moeiteloos leek te accepteren, iets wat overigens een trekje was van vrijwel alle Libanese milities gedurende de burgeroorlog.
Zijn invloed nam toe nadat Berri’s Amal-militie het Libanese leger verdreef uit West-Beiroet in februari 1984. Dit was een reactie op het offensief van de president Amin Gemayel tegen de sjiieten in Beiroet. Ook speelde mee dat Gemayel op 17 mei 1983 een vredesverdrag met Israël had getekend, zeer tegen de wens van Syrië en Amal in.
Door de overwinning van Amal op het Libanese leger zag de toenmalige president zich genoodzaakt om vanaf dat moment met Berri te onderhandelen over sjiitische aangelegenheden in plaats van Kamal al-Asa’ad. Dit resulteerde in 1984 in de aanstelling als minister van Staat in de regering van de later vermoorde premier Rashid Karami. Berri werd verantwoordelijk voor de reconstructie van het zuiden, dat voor een groot deel door Israël bezet werd gehouden. Later werd Berri de minister van Justitie.
In september 1985 sloot Berri een door Syrië gesponsord “Nationaal Akkoord” met druzenleider Walid Jumblatt en militieleider Elie Hobeika. Het Nationaal Akkoord gaf veel macht aan de sjiieten en benadrukte de speciale band met buurland Syrië, waardoor zowel de christelijke president als de soennitische premier zich tegen het akkoord keerden.
In 1986 keerden een aantal leidende figuren in de Amal-beweging zich tegen Berri, maar zij werden gedwongen af te treden. Als voorzorgsmaatregel tegen de toegenomen spanningen rondom zijn persoon, verbleef Berri voor het grootste deel van 1986 in Syrië.
Berri keerde begin 1987 terug naar Beiroet en ontketende een offensief tegen de Druzen en andere groeperingen die pro-PLO waren. Dit liep bijna fataal af, maar dankzij het ingrijpen van Syrië bleef de Amal-beweging een nederlaag bespaard.
Op 20 november 1992 werd Nabih Berri benoemd tot voorzitter van het Libanese parlement, een post die in tegenstelling tot de situatie in Nederland, veel macht vertegenwoordigt.
Dankzij de invloed van Berri dwong hij bij het einde van de Libanese burgeroorlog concessies af tijdens de besprekingen voor het Vredesakkoord van Taif. Indertijd waren de sjiieten ondervertegenwoordigd in het Libanese parlement als gevolg van het Nationaal Pact van 22 november 1943 dat bij de onafhankelijkheid van Libanon tot stand was gekomen. Om aan de verzuchtingen van de christelijke en islamitische geloofsgemeenschappen tegemoet te komen, werd als compromis de macht in Libanon verdeeld volgens een specifieke verdeelsleutel: de president en generaal van het leger dienen altijd een maroniet te zijn, de premier dient een soennitische moslim te zijn en de hoogste post die een sjiiet kon bereiken was voorzitter van het Libanese parlement.
Inmiddels waren de demografische verhoudingen dusdanig veranderd dat de sjiieten van de drie na grootste groepering, de grootste waren geworden. Het Akkoord van Taif herzag deze verhoudingen ten gunste van de sjiieten.
Als voorzitter van het Libanese parlement heeft Berri zich een sluw onderhandelaar getoond met een goed politiek instinct. Mede dankzij steun van Syrië heeft Berri zich kunnen handhaven in de Libanese politiek en is hij sinds 1980 de onbetwiste leider van de Amal-beweging.